# Jonathan Nolan
Pour les articles homonymes, voir Nolan.
Jonathan Nolan, est un scénariste et producteur britannico-américain, né le 6 juin 1976 à Londres, (Angleterre, Royaume-Uni).
Frère du réalisateur Christopher Nolan, il est connu pour sa contribution à nombre de ses projets. Ils sont nommés pour l'Oscar du meilleur scénario original, lors de la 74e cérémonie de Oscars, pour le long métrage Memento.

## Biographie

### Jeunesse et formation
Jonathan Nolan naît à Londres d'un père anglais et d'une mère américaine. Il possède les nationalités britannique et américaine. Après avoir grandi dans la région de Chicago, Nolan sort diplômé de la Loyola Academy de Wilmette en 1994, puis de Georgetown University à Washington en 1999.

### Carrière
En 1999, il commence sa carrière dans le film de son frère aîné Christopher Nolan, Following, le suiveur, où il officie comme machiniste. En 2000, il co-écrit avec son frère le thriller Memento qui marque par son originalité. Le film obtient de nombreux prix, notamment le Film Independent's Spirit Award du meilleur scénario, ainsi que le prix Edgar-Allan-Poe du meilleur scénario.
En 2006, il adapte avec son frère le roman Le Prestige de Christopher Priest. Le film homonyme met en scène Hugh Jackman et Christian Bale. Les frères Nolan retrouvent ce dernier en 2008 pour The Dark Knight : Le Chevalier noir, suite de Batman Begins. Ils collaborent ici avec David S. Goyer, déjà co-scénariste avec Christopher Nolan de Batman Begins.
En juillet 2008, le réalisateur McG confirme, lors d'une conférence de presse, que Jonathan a collaboré au script de son film Terminator Renaissance. Nolan n'est cependant pas crédité au générique
,. En février 2010, il travaille sur le scénario du troisième film basé sur le personnage de Batman réalisé par son frère, The Dark Knight Rises, avec ce dernier et David S. Goyer. Il se consacre par la suite au film suivant de son frère, Interstellar, qui sort en 2014.
En septembre 2011, la série télévisée Person of Interest qu'il a créée, est lancée. Elle est notamment produite par J. J. Abrams. En 2016, sa femme Lisa Joy et lui sont les créateurs, producteurs et réalisateurs de la série télévisée Westworld, qui compte notamment Anthony Hopkins à la distribution.

## Filmographie

### Cinéma
- 2000 : Memento de Christopher Nolan (co-écrit avec Christopher Nolan)
- 2006 : Le Prestige (The Prestige) de Christopher Nolan (co-écrit avec Christopher Nolan)
- 2008 : The Dark Knight : Le Chevalier noir (The Dark Knight) de Christopher Nolan (co-écrit avec Christopher Nolan et David S. Goyer)
- 2009 : Terminator Renaissance (Terminator Salvation) de McG (relecture du script non créditée[3])
- 2012 : The Dark Knight Rises de Christopher Nolan (co-écrit avec Christopher Nolan et David S. Goyer)
- 2014 : Interstellar de Christopher Nolan (co-écrit avec Christopher Nolan)

### Télévision
- 2011-2016 : Person of Interest (également créateur, réalisateur et producteur)
  - Pilot (scénariste)
  - Ghosts (co-scénariste)
  - Many Happy Returns (co-scénariste)
  - Firewall (co-scénariste)
  - The Contingency (co-scénariste)
  - Relevance (co-scénariste et réalisateur)
  - God Mode (co-scénariste)
  - The Devil's Share (co-scénariste)
  - Return 0 (co-scénariste)
- 2016-2022 : Westworld (également créateur, réalisateur et producteur)
  - The Original[4] (co-scénariste et réalisateur)
  - Chestnut[5] (co-scénariste)
  - Dissonance Theory[6] (co-scénariste)
- 2024 : Fallout (également créateur, réalisateur et producteur)

## Distinctions

### Récompenses
- Festival du film de Sundance 2001 : Prix Waldo Salt du meilleur scénario au pour Memento (avec Christopher Nolan[7])
- Prix Bram-Stoker 2002 : meilleur scénario pour Memento (avec Christopher Nolan)
- Austin Film Critics Association Awards 2008 : meilleur scénario pour The Dark Knight (avec Christopher Nolan)
- Saturn Awards 2009 : meilleur scénario pour The Dark Knight (avec Christopher Nolan)
- Saturn Awards 2015 : meilleur scénario pour Interstellar (avec Christopher Nolan)

### Nominations
- Oscars du cinéma 2002 : meilleur scénario original pour Memento (avec Christopher Nolan)
- Online Film Critics Society Awards 2007 : meilleur scénario adapté pour Le Prestige (avec Christopher Nolan)
- Chicago Film Critics Association Awards 2008 : meilleur scénario adapté pour The Dark Knight (avec Christopher Nolan)
- Online Film Critics Society Awards 2009 : meilleur scénario adapté pour The Dark Knight (avec Christopher Nolan)
- Writers Guild of America Awards 2009 : meilleur scénario adapté pour The Dark Knight (avec Christopher Nolan)